# Клод Каон
Клод Каон (фр. Claude Cahun, в некоторых источниках ошибочно Кахун, настоящее имя Люси Рене Матильда Швоб; 25 октября 1894, Нант — 8 декабря 1954, Сент-Элье, остров Джерси) — французская писательница и фотохудожница-сюрреалистка.

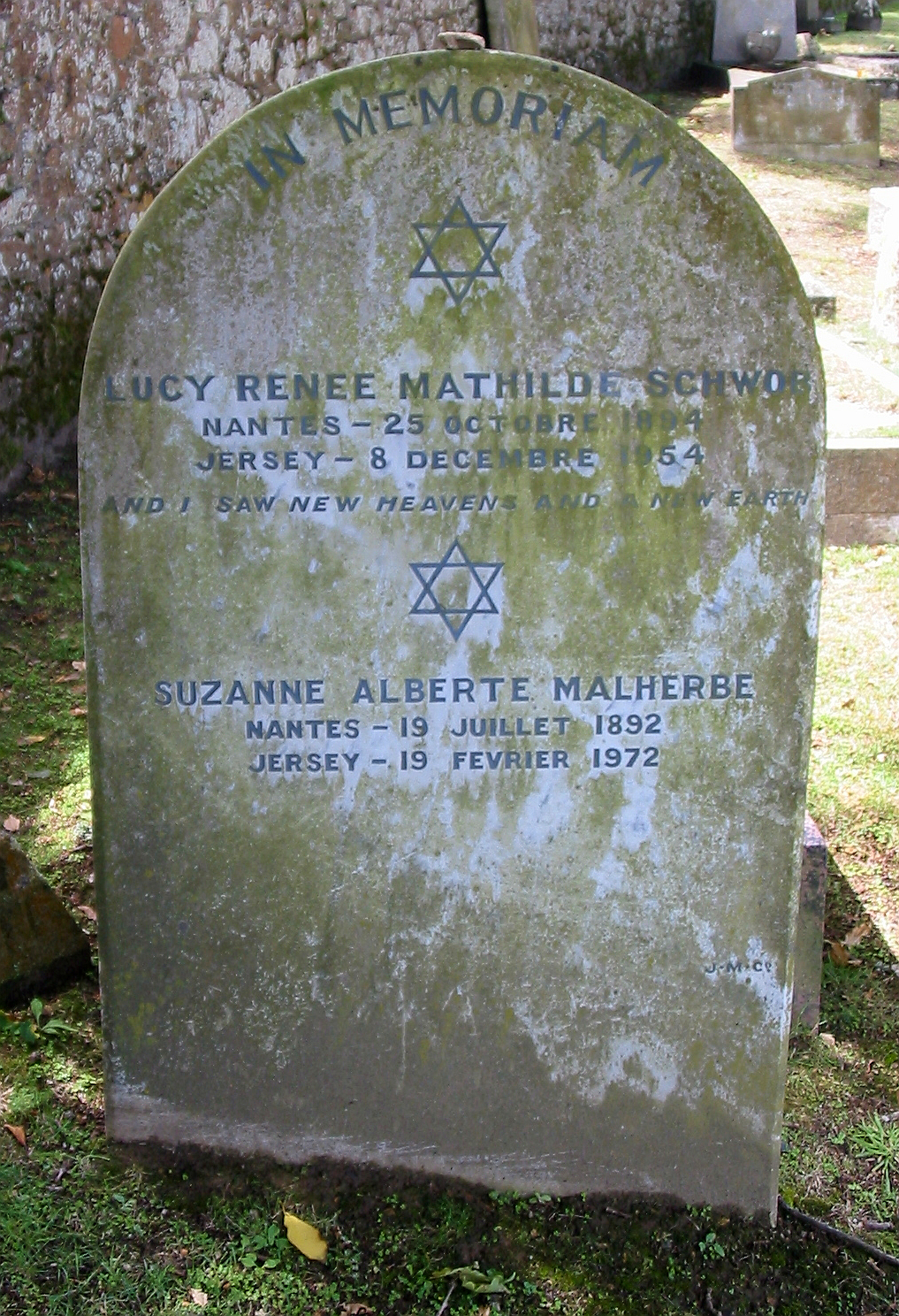
Могила Люси Швоб (Клод Каон) и Сюзанны Малерб на кладбище в Джерси

## Биография
Родилась в зажиточной еврейской семье, детство провела на острове Джерси, племянница писателя-символиста Марселя Швоба.
В 1898 году её мать пережила острый душевный кризис, впоследствии не раз лечилась от психических расстройств, пыталась покончить с собой.
В 1908-1909 годах была в любовной связи с Сюзанной Малерб, ставшей её пожизненной спутницей.
В 1917 году взяла псевдоним, под которым и стала известна. В 1919 году познакомилась с Филиппом Супо, скульпторами Ханой Орловой и Жаком Липшицем, Орлова оставила её скульптурный портрет. В 1918 году поселилась в Париже, где к ней в 1920 году присоединилась подруга. Печатала рассказы и статьи в известном журнале «Mercure de France», её авторству принадлежат несколько книг, в том числе «Парижи открыты» (1934), познакомилась с Анри Мишо, Робером Десносом, Сильвией Бич, Иваном Мозжухиным, Людмилой и Жоржем Питоевыми.
В 1929 году начали публиковаться фотографии Каон. Чаще всего она работала в жанре автопортрета, создав яркую и разнообразную галерею собственных образов. Она была единственной женщиной-фотографом в группе сюрреалистов. В 1930-е годы сблизилась с Ассоциацией революционных писателей и художников, вошла в группу сюрреалистов, участвовала в их выставках в Париже и Лондоне (1936). В 1935 году, вместе с Жоржем Батаем и Андре Бретоном участвует в создании движения «Контратака». В 1937 году вместе с Сюзанной Малерб переехала на Джерси.
В годы Второй мировой войны участвовала в Сопротивлении, была в 1944 году арестована и больше года провела в нацистских застенках, пыталась покончить с собой. Приговорённая к смерти, чудом избежала казни. При этом многие работы Каон были утрачены.

## Творчество
Сквозной мотив творчества Каон — поиск себя в смене псевдонимов и гендерных ролей, в игре зеркал и театральных масок.

## Признание
В 1990-е гг. ретроспективные выставки Каон прошли в крупнейших музеях Парижа, Лондона, Нью-Йорка.

## Сочинения
- Écrits. Paris: Jean-Michel Place, 2002